# 1508
Відродження •  Доба великих географічних відкриттів •  Ганза •  Ацтецький потрійний союз •  Імперія інків

## Геополітична ситуація
Османську державу очолює Баязид II (до 1512). Імператором Священної Римської імперії є Максиміліан I Габсбург (до 1519). У Франції королює Людовик XII (до 1515).
Середню частину Апеннінського півострова займає Папська область. Неаполітанське королівство на півдні захопила Іспанія. Могутніми державними утвореннями півночі є Венеційська республіка, Флорентійська республіка, Генуезька республіка та герцогство Міланське.
Кастилія і Леон та Арагонське королівство об'єднані в Іспанське королівство, де править Фердинанд II Арагонський (до 1516). В Португалії королює Мануел I (до 1521).
Генріх VII є королем Англії (до 1509), королем Данії та Норвегії Юхан II (до 1513). Сванте Нільссон є регентом Швеції. Королем Угорщини та Богемії є Владислав II Ягелончик. У Польщі королює Сигізмунд I Старий (до 1548), він же залишається князем Великого князівства Литовського.
Галичина входить до складу Польщі. Волинь належить Великому князівству Литовському. Московське князівство очолює Василій III (до 1533).
На заході євразійських степів існують Казанське ханство, Кримське ханство, Астраханське ханство Ногайська орда. У Єгипті панують мамлюки. У Китаї править династія Мін. Значними державами Індостану є Делійський султанат, Бахмані, Віджаянагара. В Японії триває період Муроматі.
У Долині Мехіко править Ацтецький потрійний союз на чолі з Монтесумою II (до 1520). Цивілізація мая переживає посткласичний період. В Імперії інків править Уайна Капак (до 1525).

## Події
- Костянтин Острозький за допомогою козаків здобув перемогу над татарами під Слуцьком.
- Михайло Глинський підняв повстання проти литовських феодалів, а зазнавши поразки перейшов до Москви.
- Воєводою Волощини став Михня Злий.
- Німецький король Максиміліан I зазнав поразки від венеційських військ, що перешкоджали йому пройти до Рима.
- 6 лютого Максиміліан I, який після смерті батька Фрідріха III в 1493 році став одноосібним правителем Священної Римської імперії, у місті Тренто зі згоди папи римського прийняв титул імператора.
- 10 грудня європейські монархи утворили проти Венеції Камбрейську лігу. До неї увійшли французький король Людовик XII, імператор Максиміліан I Габсбург, іспанський король Фердинанд II Арагонський, папа римський Юлій II та Флоренція. Розпочалася війна Камбрейської ліги.
- Син данського короля Кристіан II ліквідував привілеї Ганзи в Осло.
- Імператором Ефіопії став Девіт II.
- Турки здійснили рейд у Словенію, захопивши до 200 тисяч бранців.
- Об'єднаний гуджаратсько-єгипетський флот завдав поразки португальцям під Чаулем.
- Віце-королем Португальської Індії став Афонсу де Альбукеркі.
- Іспанець Хуан Понсе де Леон заснував поселення Капарра (Сан-Хуан) на Пуерто-Рико.
- У Японії Асікаґа Йосікі знову став сьогуном.
- Мікеланджело почав малювати стелю Сикстинської капели.

## Народились
Дивись також Народилися 1508 року
- Венцель Ямнітцер, німецький золотих справ майстер.

## Померли
Дивись також Померли 1508 року